# 年金記録問題
年金記録問題（ねんきんきろくもんだい）とは、 日本の公的年金記録に誤りや不備が多いこと等が明らかになった問題である。

## 概要
日本において1人1番号という行政統一番号制度（国民識別番号）が無く、年金記録においても各行政ごとに一人の個人に複数の異なる番号を用いていた繁雑さ、社保庁職員労組である自治労国費評議会（地方公務員労組である自治労の下部組織）らが年金手帳の統一・相談コーナーの設置・記録のオンライン化など各種合理化に反対し、厚生労働省や社保庁(使用者側)に対する「各種抵抗」を自賛し、1979年以降からは「オンライン化」を呑む対価として自分たちに有利な多数の覚書まで締結させていた。「社会保険庁の労働組合」は二つあり、自治労に加盟する全国社会保険職員労働組合（旧・国費評議会）が組合員約1万1000人、日本共産党系の全厚生職員労働組合(全厚生)が約2000人の職員を組織化していた。労組側へ有利な覚書は国費評議会だけなく、全厚生も同じく社保庁ら使用者側へ結ばせていた。(社保庁労組の腐敗発覚後の2005年1月に全破棄)。社保庁の一般職員らは2007年の時点でも中央からの職員へ着任拒否を行っていた。厚生省と社保庁による労組へ屈する姿勢のために、2005年1月に覚書が全破棄されるまで社保庁職場環境は「45分働き15分休み、1時間で終わる程度に1日のデータ入力量を抑える」という勤務状態が横行していた。社会保険庁の労働組合では、管理側の無許可で「労働組合活動に専従しつつ給与を受け取る」ヤミ専従が2004年まで数十年間という長年常態化していた。朝日新聞によると1997年～2004年の期間だけでも5億円前後の給与をヤミ専従で労組側が不正取得していた 。このような労組支配の職場環境のため、オンライン化データ（社会保険庁職員がコンピュータで入力した年金記録）に誤りや不備が多いこと等が明らかになった。「消えた年金」問題とも呼称される。

### 基礎年金番号統合と照会制度開始

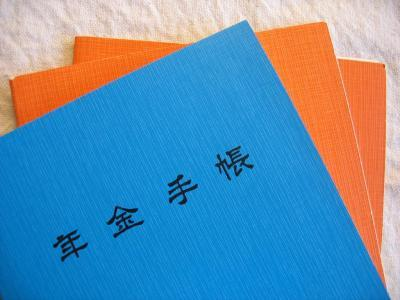
年金手帳。1997年以降からのブルー手帳には基礎年金番号が記載される

1997年（平成9年）1月の基礎年金番号導入時、社会保険庁は、基礎年金番号通知書と共に、「現在加入している制度以外に公的年金に加入したことがあるかどうか（複数の年金番号を持っているかどうか）」を回答する郵便ハガキを住民台帳に記載されている当時の国民に郵送し、折り返し申し出た人と氏名、性別、生年月日の3項目による名寄せを行うことにより、合計約1818万件を対象に、1998年（平成10年）度から2006年（平成18年）度にかけて順次照会を行い、年金手帳の基礎年金番号への統合を進めてきた。
2007年（平成19年）2月に社会保険庁は平成19年（2007年）度の事業計画案の中で、特別強化体制により、基礎年金番号への過去記録の統合・整理等を進めるとした。しかし、2006年（平成18年）6月時点において、コンピュータに記録（年金番号）があるものの、基礎年金番号に統合・整理されていない記録が約5000万件（厚生年金番号4000万件、国民年金番号1000万件）あることが判明し、社会保険庁が年金記録をきちんと管理していないことが指摘された。
社会保険庁は、約5000万件の統合されていない過去記録（年金番号）は、まだ年金を受給していない人の年金番号であり、年金を受給する段階では基礎年金番号に統合されること、また、死亡したり、受給資格を満たさなかったり、年数が足りなかった等で受給要件に達しなかった人の年金番号も残っているとし、問題はないとする見解を示した。しかし約5000万件の過去記録の中には、現在、年金を受給中の人の基礎年金番号に統合されていない記録（年金番号）が含まれており、本来受け取れる年金額より少ない金額が支給されている（年金支給漏れ）のではないかという疑惑が持たれた。
また、過去の紙台帳からコンピュータへの記録の転載が不正確なことも判明した。例えば、生年月日不明な場合に適当に埋めたり、氏名の漢字の読みを自動変換任せにするなどである。
さらに、納めたはずと主張する国民年金保険料の納付記録が、社会保険庁のデータ（年金記録）や自治体の台帳に記録および記載されておらず、保険料の領収書を残していなかったことで客観的な納付証明ができず納付と認められないケースや、給料から天引きされていたはずの厚生年金保険料の納付記録（被保険者記録）が、社会保険庁のデータにないことが判明したケースがあった。これが、いわゆる「消えた年金記録」である。
加えて、社会保険事務所が、厚生年金の標準報酬等の記録をさかのぼって訂正した不適正な事務処理「消された年金記録」も判明した。
2007年（平成19年）6月に日本政府は、社会保険庁や市町村に年金記録がなく、本人にも領収書等の証拠がない場合（消えた年金記録）には、全都道府県にある総務省行政評価局の相談窓口に設置する「年金記録確認第三者委員会」（弁護士や社会保険労務士等で構成）が、年金を支給するかどうかの総合的な判断を示すとした。
また、総務省に「年金記録問題検証委員会」を設置し、外部有識者に今回問題化した年金記録の管理・事務処理について、経緯、原因、責任等の調査や検証等を行わせたが、10月に出した報告書では、社会保険庁における多くの問題に対して、組織的に十分な改善対策が長期にわたって執られてこなかったことが今回の年金問題につながったとし、業務の総括責任者である歴代の社会保険庁長官を始めとする幹部職員の責任は最も重いとされた。
政府の年金記録問題への取組は、2007年（平成19年）7月の政府・与党取りまとめ及び2009年（平成21年）3月「今後の道筋」等に基づき進められた。

## 政界への影響
自公政権への影響も大きく、2007年7月の第21回参議院議員通常選挙以降敗北を重ね、2009年（平成21年）の政権交代へ至った一因となった。
第1次安倍内閣の2007年（平成19年）2月16日という国会で、以前から不祥事が続いていた社保庁を解体する社会保険庁改革関連法案の審議中であったことも、国会やマスコミにおいて大きく取り上げられるとともに、数ある行政官庁の中で特出して悪い社会保険庁の体質や年金記録管理が国民から批判された。
第21回参議院議員通常選挙で自民と民主の与野党の逆転を招いた原因の一つと言われている。自民党側は、本来は民主党と関わりが深い労組主導の下での社保庁職員らの怠慢と不作為の結果であるのに、それを自民党政府批判に用いておりナンセンスであると反論した。
第45回衆議院議員総選挙で政権交代後の2009年12月、当時の鳩山由紀夫首相は、日本年金機構の初代理事長に内定した紀陸孝ら役員と面会し、年金記録問題に重点的に取り組むよう求め、「記録問題を何とかしてほしいという国民の期待が、政権交代の原動力になった」と述べた。同年秋頃から厚生年金基金においても類似の記録問題が明らかとなった。
年金機構への再編の際に、一度でも処分歴のある社保庁職員は再雇用しない方針となっていた。そのため、社保庁最大の労働組合「全国社会保険職員労働組合(旧:自治労国費評議会)」、上部労組である自治労は支持政党である民主党政権へ訴訟しようとしていたが、社保庁職員への批判的な国民世論、民主党政権を支える立ち場で2010年参院選で組織内候補も出すことを考慮し、「ヤミ専従」で処分を受けた約20人は自治労が再就職先探しを担当すること、「その他の処分歴」は非常勤職員採用とすることで訴訟を回避した。
政権交代以降は左派政党でも国家運営経験から、従来の国民識別番号反対論から推進派へ転換した。自公への再政権交代後には与野党合意で各個人ごとに1つの国民識別番号を与える社会保障・税番号制度（マイナンバー制度）が導入された。

## 経緯
前史として、社会保険庁はグリーンピア問題（2004年）、社会保険庁汚職問題（2004年）、国民年金不正免除問題（2006年）といったスキャンダルが多く、国民から強い関心を向けられていた。
- 2007年（平成19年）
  - 02月16日 納付者を特定できない国民年金や厚生年金の納付記録が、2006年（平成18年）6月現在、5095万1103件（60歳以上が約2850万件、60歳未満が約2215万件、生年月日を特定できないものが約30万件）あることが同月14日に衆議院厚生労働委員長に提出された。「予備的調査」[22]の報告書[23][24]で明らかになり[25]、翌日には新聞報道で、5000万件の数字は国民も知るところとなった[26]。
  - 03月13日 社会保険庁改革関連法案：2010年（平成22年）に非公務員型の公共法人日本年金機構を設立し、公的年金に係る財政責任・管理責任は引き続き国が担うようにするための法案が閣議決定され、国会に提出された。
  - 03月30日 年金受給開始後に年金額が変更されるケースが年間3 - 4万件あり、2001年（平成13年）4月から2007年（平成19年）2月までの約6年間に受給額を訂正した件数が21万8474件にのぼることが明らかになった。
  - 04月08日 衆議院本会議で柳沢伯夫厚生労働大臣が「社会保険庁は受給者全員（約3000万人）に過去の納付記録を確認するべき」と答弁。
  - 05月25日 これを受けて社会保険庁は、持ち主を特定できない年金記録と年金受給者の記録の突合を行うとした[27]。についてさらに、6月4日には持ち主を特定できない年金記録約5000万件全件の照合作業を行うとした[28]。
  - 06月14日 総務省は行政評価・監視機能の一環として、年金記録問題発生の経緯、原因や責任の所在等について調査・検証を行う年金記録問題検証委員会を発足させた。
  - 06月22日 総務省に国家行政組織法第8条の審議会等として、社会保険庁の年金記録の訂正に関し公正な判断を示す年金記録確認第三者委員会が設置された。
  - 06月30日 社会保険庁改革関連法（「日本年金機構法」及び「国民年金事業等の運営の改善のための国民年金法等の一部を改正する法律」）及び年金時効特例法（議員立法）が成立。
  - 07月05日 政府・与党は「年金記録に対する信頼の回復と新たな年金記録管理体制の確立について」をとりまとめ公表した。
  - 07月20日 総務省に社会保険庁が年金記録問題への対応策を作業工程に沿って全力を挙げて取り組んでいるかをヒアリングしながら確認する「年金業務・社会保険庁監視等委員会（葛西敬之委員長）」が設置された。同委員会は、約2年半にわたり計22回の会合を開き、社会保険庁が廃止される2009年（平成21年）末に活動を終了した[29]。その後の2010年（平成22年）2月16日、日本年金機構の業務をチェックする「年金業務監視委員会（郷原信郎座長）」が同省に設置された[30]。
  - 07月29日、第21回参議院議員通常選挙。安倍晋三首相は運動期間中「消えた年金問題、一年で解決します!」と発言。自民党の議席は過半数を切る。
  - 08月03日 一部の社会保険庁職員が不正なオンライン操作を行って年金の不正受給や着服を行っていたという報道がされた。その職員は解雇された。
  - 10月31日 年金記録問題検証委員会は、年金記録問題の原因と責任の所在について検証結果の報告書を公表した。
  - 12月12日 舛添要一厚生労働大臣が「宙に浮いた年金記録」の統合作業について進捗状況を公表。それによると基礎年金番号に統合済みの記録が310万件 (6.1 %)、死亡や脱退等の一定の解明がなされた記録が1240万件 (24.3 %)、コンピュータ上の名寄せ作業で被保険者が特定でき、ねんきん特別便を送付した記録が1100万件 (21.6 %)、今後解明を進める記録が2445万件 (48 %)。自民党は2007年（平成19年）に年金記録問題が発覚した際、2008年（平成20年）3月までに名寄せ作業を終了させることを公約していたが、これを断念した。
  - 12月、厚生年金特例法が成立し施行された。事業主が従業員の給与から保険料を控除しているが、届出や納付をしていなかった場合に、第三者委員会で認定されれば、年金額に反映されることとなった。
- 2008年（平成20年）
  - 01月 厚生労働大臣のアドバイザーとして年金記録問題作業委員（磯村元史委員長）が任命された。
  - 06月 政府は「年金記録問題への対応の今後の道筋」を公表した。
  - 10月 厚生労働省に、年金記録の改ざんについて社会保険庁職員への調査と対応策の検討を行うために、「標準報酬遡及訂正事案等に関する調査委員会（野村修也委員長）」が設置された。
  - 11月　「標準報酬遡及訂正事案等に関する調査委員会（野村修也委員長）」が報告書を公表した。報告書によると、事業所の滞納保険料を帳消しにするために、適用事業所の実態（被保険者の数、加入期間、標準報酬月額などの正しい状況）を反映しない年金記録の訂正処理がさかのぼって行われた。標準報酬月額をさかのぼって訂正した場合は低い年金しかもらえなくなるが、この処理は、地域的には、埼玉県、東京都、愛媛県で多く、時系列的には、1993年（平成5年）から1995年（平成7年）に大量発生し、1999年（平成11年）に大幅に減少し、2004年（平成16年）から更に減少したとしている[31]。
  - 12月 厚生労働省に、年金記録問題作業委員にメンバーを追加する形で「年金記録問題拡大作業委員会（磯村元史委員長）」が設置された。
- 2009年（平成21年）
  - 03月31日 政府は「年金記録問題のこれまでの取組と今後の道筋」を公表した。
  - 05月 年金遅延加算金法及び年金延滞金軽減法が成立。
  - 06月 年金記録確認第三者委員会は、設置後2年を経過し、その活動を総括するために報告書を作成し公表した。
  - 09月18日 舛添厚生労働大臣は、オンライン上の記録のうち、標準報酬月額が改ざんされた可能性の高い記録が、6万9000件あることを明らかにした。
  - 09月 年金記録問題拡大作業委員会は報告書の中で、年金記録の改ざんは、事業主・社会保険事務所両方の保険料滞納の解消として行われたことが多く、現場職員が滞納整理の必要性に迫られて改ざんを行ったと共に、監督する幹部職員が適切な対応をしなかったことに問題があり、社会構造の変化に即応しようとせず、厚生年金制度の問題点を放置してきた制度改善への努力不足であるとした[32]。
  - 10月 厚生労働省に「年金記録回復委員会（磯村元史委員長）」が設置された。
- 2010年（平成22年）
  - 01月 長妻昭厚生労働大臣は、日本年金機構の中期目標を定めるにあたり、「国家プロジェクト」である年金記録問題への対応に全力を挙げる必要があるとした。
- 2012年 （平成24年）
  - 三党合意により社会保障制度改革推進法が成立し、「年金記録の管理の不備に起因した様々な問題への対処及び社会保障番号制度の早期導入を行うこと（第5条2）」と定められた。
- 2018年3月 
  - 基礎年金番号とマイナンバーの連携が開始された。

## 特例法等の成立

### 年金時効特例法
2007年（平成19年）6月30日、年金時効特例法が議員立法で成立。従来の法（国民年金法第102条、厚生年金保険法第92条）では、年金給付を受ける権利は、5年を経過したとき時効によって消滅するとされていた。複数の加入記録がありながら、それを請求していなかった場合は、請求時から5年分しかさかのぼって給付を受けることができなかったが、この法律により、受給できるようになった。

### 厚生年金特例法
2007年（平成19年）12月、厚生年金特例法が成立。事業主が従業員から保険料を給与天引きしていたにもかかわらず、その事業主が手続きに必要な書類などの届出を行っておらず納付をしていなかった場合に、給与天引きがあったことが第三者委員会で認定されれば、厚生年金の額に反映されることとなった。今までの厚生年金保険法では、保険料の徴収権が時効消滅となる2年を経過している場合は、年金給付に反映されることができなかった。

### 年金遅延加算金法
2009年（平成21年）5月、年金遅延加算金法成立、2010年（平成22年）4月30日施行。社会保険庁の記録漏れで年金が未払いになっていた場合に、物価上昇分を上乗せして支給する。加算金は過去5年を超す未払い期間が対象で、5年以内の人には支払われない。

### 年金延滞金軽減法
2009年（平成21年）5月、年金延滞金軽減法が成立し、2010年（平成22年）1月から施行された。企業が厚生年金などの社会保険料を延滞した際の利息を引き下げる。

## 年金記録問題発生の原因と責任
2007年（平成19年）6月14日、総務省は行政評価・監視機能の一環として、年金記録問題発生の経緯、原因や責任の所在等について調査・検証を行う年金記録問題検証委員会: （松尾邦弘座長）を発足させ、年金制度や情報システム等に詳しい外部有識者が、年金記録の管理・事務処理に関して、今回問題化した諸事項について、その経緯、原因、責任等の調査や検証を行った。
2007年（平成19年）10月31日、同委員会は検証結果の報告書を公表し、年金記録問題の原因と責任の所在について以下のとおり報告した。
日本の年金情報のオンライン管理は、自治労が「全国オンライン化反対」の闘争を進め、総評も反合理化闘争を展開したことで大幅に遅れていた。その結果、社保庁当局は社保庁労組へ妥協し、21項目の「覚書」を策定した。内容として、労働時間・「端末機の操作についてキータッチ数」をも含む細目も定められていたなど、「社保庁(労組)の組合運動」はかつての国労・動労そっくりと指摘されている。

### 問題発生の根本にある問題
報告書では、年金記録問題発生の根本は、社保庁を管理する立ち場である厚生労働省及び、社会保険庁の年金記録管理に関する基本的姿勢にあると結論づけ、その原因として次の要因を挙げている。
厚生労働省及び社会保険庁の年金管理に関する基本的姿勢
国民の大切な年金に関する記録を正確に作成し、保管・管理するという組織全体としての使命感、国民の信任を受けて業務を行うという責任感が、厚生労働省及び社会保険庁に決定的に欠如していた。
年金記録の正確性確保に対する認識の問題
社会保険庁は、年金制度改正・記録管理方式の変更等の際に、年金記録の正確性を確保することの認識が不十分であり、関係する記録・資料を適切に管理していくという組織としての責任を果たしてこなかった。
裁定時主義の問題
社会保険庁は、年金の納付記録は本人がよく知っているはずだから、本人が問い合わせてきた場合のみ、記録を調べて間違いが有れば修正すれば良いという安易な方針（裁定時主義）で業務を行っており、厳密な姿勢を欠いたまま業務を継続した。

### 問題発生の直接的要因
報告書では、約5000万件の未統合記録が存在することの原因として、次の要因を挙げている。
- オンライン化する前の記録ミスがそのままコンピュータに残ったこと。
- 氏名、生年月日、性別、住所を軽視していたこと。
- 漢字カナ自動変換システムによる記録の誤りがあったこと。
- 過去の記録の誤りを減らす取り組みをしなかったこと。
- システムの開発・運用を長期間に渡り特定の業者に依存していたこと。
- 不正行為防止のための内部事務管理態勢が不十分であったこと。

これに加え、年金記録を電子化するさい、紙記録を廃棄させる命令が出されたこともあげられる

### 問題発生の間接的要因
報告書では、上記の年金記録問題発生の直接的な要因を助長する背景となった要因に、社会保険庁の組織上の問題点があると指摘している。
自治労加盟していた職員の体質・合理化への絶対的抵抗
社会保険庁職員の多数派が加盟していた労働組合は、自治労国費評議会（現・全国社会保険職員労働組合）であった。社保庁職員の多くが、地方公務員でつくる自治労の下部組織「国費評議会」（全国社会保険職員労働組合）に参加していた背景には、社会保険事務所がかつては都道府県の指揮下だったためである。公務員の労組には協約締結権は無いために「覚書」を締結する権利も無く、法的な効力は無効であるにもかかわらず、社保庁へ労組が結ばせた内容は、A4判計105ページもあり、2005年まで社保庁は遵守させられていた。

自治労国費評議会は、昭和50年代前半のオンライン化計画などについて、人員削減につながるものであり、労務強化および中央集権化に反対との理由から強く抵抗をし、合理化への絶対的抵抗してきたことを自賛していた。
そして、自分たちに有利な労働環境維持のために偏りすぎた内容の多数の覚書、確認事項等を社保庁当局へ結ばせていた。昭和54年(1979年)の「端末機の操作にあたりノルマを課したり、実績表を作成したりしない」、2002年に「昼休みの窓口対応は職場で対応できる必要最小限の体制で行う」「コンピューター端末の連続操作時間は50分以内（のちに45分以内）とし、15分の操作しない時間をつくる」「1人1日のキータッチは5000以内とする」ことなどが職員らに有利な新たな覚書が社保庁との間に締結されている。

平成16年(2004年)までに、自治労国費評議会が社保庁へ約束させた覚書文書は、Ａ4判で計105ページである。社保庁職員らに有利な約束をさせた運営は、平成17年（2005年）の覚書廃止まで存在していた。また本庁から地方へ通達をする際に、そのような労働組合と事前協議をしなければならない、という職員有利な慣習が存在した。こうした職員団体が業務運営に大きな影響を与え、ひいては、年金記録の適切な管理を阻害した一因があると指摘。
三層構造に伴う問題
厚生労働本省採用のI種職員、本庁採用のII種・III種職員及び地方採用のII種・III種職員という三層構造が、企業統治（コーポレート・ガバナンス）の低下を招いた。
地方事務官制度の問題
昭和22年の地方事務官制度により、社会保険庁の地方に対する指導、監督および管理が行き届いていなかった。

### 問題発生の責任の所在
報告書では、責任の所在を次のように結論づけている。
- 総括責任を有する歴代の社会保険庁長官を始めとする、幹部職員の責任は最も重い。
- 事務次官を筆頭とする厚生労働省本省の関係部署の幹部職員にも、重大な責任がある。
- 厚生労働大臣も、組織上の統括者としての責任は免れない。
- 年金記録問題発生の直接的な要因に直接または間接的に関わった職員は、その「関わり」に応じた責任がある。
- 職員団体には、職員の意識や業務運営に大きな影響を与え、ひいては、年金記録の適切な管理を阻害した責任がある。

### 今後の教訓
報告書の最後では今回の調査・検証を踏まえた上で、今後の主な教訓を次のように述べている。
社会保険庁のガバナンスの確立
意識改革などによって事務処理の誤りを是正する仕組み、被保険者の協力を確保する仕組みの構築などの改革を推進する。
システムの刷新
委員会の検証結果を踏まえ、第三者機関による点検・評価を受けつつ、システムの刷新を推進する。
横領等から得られた教訓
防止策の検討・改善など、内部事務管理態勢の構築に努める。
国民の監視と協力
国民も自身の年金記録に関心を持ち、疑問が生じた場合は社会保険事務所にて国が保有する記録を確認するなど国民の側の監視と協力も重要である。

## 年金記録問題への取組
2007年（平成19年）7月5日の政府・与党取りまとめ及び2009年（平成21年）3月31日の「今後の道筋」等に基づき進められている。
ねんきん特別便
1億900万人に送付し、7943万人（約75 %）から回答を得て、7506万人（約94 %）の記録を確認。
未統合記録の解明：2010年（平成22年）3月現在
5095万件の未統合記録のうち、基礎年金番号に統合済みの記録が1403万件 (27.5 %）、死亡や脱退等の一定の解明がなされた記録が1579万件 (31 %)、コンピュータ上の名寄せ作業で被保険者が特定でき、ねんきん特別便を送付した記録が611万件 (12 %)、住基ネットや旧姓による調査が進展中の記録が507万件 (10 %)、今後解明を進める記録が995万件 (19.5 %)
再裁定処理
支払いまでの処理期間を3か月程度に短縮。
標準報酬等の遡及訂正事案
不適正処理の可能性の高い受給者分について、戸別訪問調査を2009年（平成21年）3月までに終了し、記録訂正や職員関与の調査を実施中。
ねんきん定期便
約7000万人の加入者に、2009年（平成21年）4月から毎年、誕生月に標準報酬月額等の詳細な年金記録を直接送付。
今後の対応
コンピュータ記録と紙台帳の全件照合など年金記録問題への対応を「国家プロジェクト」と位置付け、2010・2011年（平成22・23年）度の2年間に集中的に実施。

## 年金記録確認第三者委員会
2007年（平成19年）6月22日、年金記録の確認について、社会保険庁側に記録がなく本人にも領収書等の証拠がない場合に、本人の立場に立って、申立てを十分に汲み取り、様々な関連資料を検討し、記録訂正に関し公正な判断を示す年金記録確認第三者委員会（梶谷剛委員長）が設置された。
なお従来の法律では、被保険者の資格、標準報酬又は保険給付に処分に不服がある場合は、社会保険審査官に審査請求をし、その決定に不服がある場合は社会保険審査会に再審査請求することとされている。
第三者委員会は、国家行政組織法第8条の審議会等として、中央委員会が総務省本省に、地方委員会が、各管区行政評価局、沖縄行政評価事務所、四国行政評価支局、各行政評価事務所、各行政評価分室の全国50か所、都道府県庁所在地等に設置されている。
2007年（平成19年）6月25日に発足した中央第三者委員会は、本人の立場に立った公正な判断を行うための判断の基準などの審議と他の申立てのあっせんを行うに際しての先例となる事例のあっせん案の作成を行う。7月に発足した地方第三者委員会（全都道府県）は、申立てについて、策定された判断の基準などに基づき、本人の立場に立った公正な判断を行い、あっせん案の作成を行う。
委員は、非常勤の国家公務員であり、専門性及び識見の高い法曹関係者、学識経験者、年金実務に精通した者（社会保険労務士、税理士、市町村住民行政関係者等）、その他の有識者等から任命され、「消えた年金記録問題」や「年金記録不備問題」等の個別苦情事案に対応する。
2009年（平成21年）6月、第三者委員会は、設置されてから2年が経過し、その間約7万件の申立てについて調査審議を行った経験を踏まえ、2年間を総括するため報告書を作成し公表した。この報告書では、同委員会の活動実績の説明と処理事案の分析が行われている。
2009年（平成21年）12月25日、第三者委員会は、2009年（平成21年）3月の年金記録問題に関する関係閣僚会議で定められた「2008年（平成20年）度に年金受給者から申し立てられたものについては、遅くとも2009年（平成21年）中を目途に処理を終えることとする。」との目標については、処理済み（受付件数3万5451件のうち、3万5427件〈99.9 %〉を処理）となり、目標を達成したことを公表した。また、累計では、受付件数12万4446件のうち、10万1022件 (81 %) が処理済みとなっている。

### 年金記録確認第三者委員会報告書
以下は、第三者委員会が2年間に約7万件の申立について調査審議を行った活動実績の説明と処理事案の分析結果についての報告書（2009年〈平成21年〉6月）の概要である。
第三者委員会の活動の概要
2007年（平成19年）6月から2009年（平成21年）3月までに、中央委員会は合計259回、地方委員会は合計1万1314回開催し、事案処理の実績は、受付申立件数 10万7954件に対し、処理終了件数 6万8595件 (67 %) であり、あっせん率は約40 %である。
関係閣僚会議において、1年を目途に処理を終えることとされた2007年（平成19年）度申立事案（5万752件）については、2008年度（平成20年度）度中に99.95 %の処理を終了し政府目標を達成した。
基本方針に基づく公正・迅速な事案処理
事案処理は、申立人提出の資料だけではなく、関連資料及び周辺事情の幅広い収集を行い結論を得ており、それらが乏しい場合も詳細な調査を行った上で、申立内容等に基づいて総合的な判断を行いあっせんしている。
申立人の申立てを十分にくみ取るとの考え方から、事務室職員が申立人から詳細に申立内容を聴取し様々な情報を収集している。 また、申立人が希望する場合は、口頭意見陳述を行っている。
全国の第三者委員会の統一を図り、整合性を確保するため、中央委員会による基本方針案の策定及び先例の発出等を行っている。
平均処理期間は、社会保険事務所の受付から約8か月、第三者委員会受付から約6か月である。
新たな資料・情報が得られた場合は、結論が出された事案について再申立てを認めており、14件をあっせんしている。
申立事案の中には、提出資料に虚偽の疑いがある申立てがあったが、審議の結果いずれも訂正不要と判断されている。
処理事案の分析
（国民年金）
あっせん
1. 申立期間以外は納付済、申立期間が短期間、配偶者などの同居親族は納付済の場合。
2. 手帳記号番号の払出時期から納付が困難な場合であっても、加入や納付に係る具体的な記憶や供述がある場合。

非あっせん
申立人の記憶内容があいまい、納付できない期間の納付、申立人が納付に関与していない、申立内容の矛盾・事実との相違などの場合。
（厚生年金）
厚生年金保険法によるあっせん
1. 遡及して行った社会保険事務所の事務処理が不合理と判断される場合
2. 厚生年金基金の記録から、事業主が申立てどおりの届出を社会保険庁に行っていたと認められる場合。

厚生年金特例法によるあっせん
1. 同一企業内の転勤に伴い加入記録に空白期間が生じた場合
2. 事業主や同僚から申立人の保険料控除に係る供述が得られる場合
3. 申立人と同種の勤務内容であった同僚に加入記録が認められる場合。

非あっせん
事業主が届出や保険料の控除を行っていなかったことが確認できる、適用事業所となるための届出を行っていない、事業主や同僚から、申立人が厚生年金の加入してなかったことを裏付ける供述が得られるなどの場合。
年金記録問題において第三者委員会の活動が果たした役割
事案処理を通じた年金記録の回復のほか、厚生年金特例法の必要性を提言し、制定・施行されたこと、調査過程で、申立人の未統合の年金記録を発見し記録統合したことや厚生年金の不適正な遡及訂正事案の存在を明らかにしたこと、集積したあっせん事案により定型的に処理しやすい事案を類型化し、社会保険事務所で職権訂正を実施したこと。

## 年金記録の管理
元来、日本の年金制度は職種別に作られており、各年金制度の記録を相互に繋げるシステムがなかったため、年金の裁定請求は申請主義を取ってきた。そのため、転居や転職などにより別の制度に移る際に申請の届出がなされない場合には、記録が途切れてしまうという可能性が制度的にはあったとされる（国会での政府答弁）。また、行政管理庁（現:総務省行政評価局）が1958年（昭和33年）度の行政監察で1950年（昭和25年）から1957年（昭和32年）にかけて整備された戦後の年金記録の台帳について「整備後も整備不能、整備不完全、不明台帳が少なからず残されている」と報告しており、当時から年金記録の不備が指摘されていた。その後、コンピュータシステムが導入され、1974年（昭和49年）から年金記録をオンライン化し1989年（平成元年）2月に完成した。しかし、年金記録を繋げるシステム開発は行われなかった。
1997年（平成9年）1月に基礎年金番号を導入し、基礎年金番号通知書（約1億通）が郵送で送られたが、統合処理は通知書についていた本人から届いた回答書（ハガキ形式）及び氏名・生年月日・性別・住所で検索して一致した人に対して（約1割）行われただけであった。統合処理を進める計画性がなく、統合チェックもされなかった。
- 1974年（昭和49年） オンラインシステムの導入開始。
- 1986年（昭和61年） 基礎年金制度の導入。
- 1989年（平成元年）2月 オンラインシステム全体が完成。
- 1997年（平成09年）1月 基礎年金番号の導入。
- 1998年（平成10年） 基礎年金番号への国民年金番号・厚生年金番号の統合を開始。
- 2004年（平成16年） 毎年、同一人調査を行い、基礎年金番号の重複を解消。年金個人情報提供の充実により、事前に記録を確認する機会を拡大。
- 2006年（平成18年） 年金記録相談の強化体制

### 基礎年金番号導入前
オンラインシステム導入以前
当時は紙媒体による年金記録の管理であり氏名や生年月日での検索が技術的に不可能であったため年金手帳（証書）を交付し、被保険者自身が年金番号を管理することが前提であった。
厚生年金保険
社会保険事務所で、事業主からの届出に基づき、事業所ごとの被保険者名簿により被保険者記録を管理。被保険者名簿の記録は、資格喪失した際に社会保険業務センターに送られ、年金を裁定するために必要な記録を被保険者ごとに原簿（厚生年金被保険者ファイル）で管理。
マイクロフィルム化がされているので当時の台帳の確認が可能であるが、当時名前のフリガナ欄が無い台帳もあったため、オンライン化する際に別の読み方で登録されている記録もあり正しい記録を発見かつ照合が困難であった。また、勤務先の名称を失念している場合は更に記録を見つけることが困難になった。
国民年金
市町村で、被保険者名簿により被保険者記録を管理。社会保険事務所は、市町村の被保険者名簿に基づき作成した被保険者台帳により記録を管理。
廃棄されている台帳もあり、納付記録の確認が困難なケースもある。（社会保険庁の調査では、全国1835市区町村のうち284自治体（約15 %）は、国民年金加入者の名簿を廃棄したと回答）
オンラインシステム導入
年金記録の管理は、紙媒体を中心に行っていたが、1974年（昭和49年）度から、全国の社会保険事務所と社会保険業務センターを結ぶオンラインシステムを順次導入し、1989年（平成元年）2月にシステム全体が完成。

### 基礎年金番号導入
目的と経緯
日本の年金制度は、民間サラリーマン対象の厚生年金保険、公務員対象の各種共済組合、自営業者等対象の国民年金に分かれていたが、1986年（昭和61年）に全国民共通の基礎年金が導入された。また、各年金制度を通じた記録を把握し、効率化やサービスの向上を図る必要があり、1997年（平成9年）1月に各年金制度共通の基礎年金番号が導入された。
この基礎年金番号は、1997年（平成9年）1月1日現在で加入していた年金制度の年金番号が使われている。従って、1997年（平成9年）1月1日現在、国民年金に加入していた人は国民年金番号が、厚生年金に加入していた人は厚生年金番号がそのまま基礎年金番号になった。また、各共済組合の加入者には新しく10桁の基礎年金番号が付番された。
年金記録の整理・統合
過去の年金番号の基礎年金番号への統合
基礎年金番号導入前に加入していた過去の年金記録（国民年金、厚生年金等の年金番号）を基礎年金番号に統合するため、基礎年金番号を郵送で本人に通知した時に複数の年金番号を持つ人は迅速に折り返し申し出ることとされた。申し出のあった人（約916万人）及び名寄せ処理（基礎年金番号と国民年金及び厚生年金保険の情報（氏名・性別・生年月日の3項目一致者））により複数の年金番号を持つと思われる人（約902万人）の計1818万人に対して、1998年（平成10年）度から2006年（平成18年）度までに照会を行い、1147万人から回答を受け記録の統合処理を進めた。
基礎年金番号の重複
基礎年金番号の重複を避けるため、氏名・性別・生年月日で確認しているが、婚姻等で氏名を変更した場合等に重複するケースがあるため、2004年（平成16年）度以降は毎年、同一人調査（氏名、性別、生年月日、住所の4項目一致者）を行い、重複解消の処理を行っている。
20歳到達者で国民年金の加入届が提出されなかった場合は職権による適用が行われるが、20歳以前にアルバイトなどで働いたことによる厚生年金の記録があったり、遺族年金を受給していた場合は既に基礎年金番号を保有しているため、基礎年金番号が重複する場合がある。

### 記録の確認
- ねんきん特別便[51]：2007年（平成19年）12月 - 2008年（平成20年）10月まで
- ねんきん定期便：2009年（平成21年）4月 -
- インターネットによる記録照会サービス：2006年（平成18年）3月 -
- 58歳到達者に対する年金加入記録のお知らせ及び年金見込額の提供：2004年（平成16年）3月 -
- 裁定請求書の事前送付：2005年（平成17年）10月 -
- 社会保険料（国民年金保険料）控除証明書の活用：2005年（平成17年）11月 -

## 社会保険庁改革と年金記録問題

### 社会保険庁改革関連法
社会保険庁改革関連法は、2007年（平成19年）6月30日に民主党そして野党二党の反対の中、自民党・公明党の賛成多数により成立した。当時の安倍首相によれば、不祥事を重ねた社会保険庁を2010年（平成22年）に解体し、日本年金機構の新設による職員の非公務員化が柱であった。
民主党は、「日本年金機構」の新設に反対し、その対案として「歳入庁法案」を国会に提出したが、当時の安倍首相からは、「さまざまな問題があった社保庁を公務員組織のまま温存する案だ」として批判された。これに対し民主党の山井和則議員は「今でさえ加入記録が分からないのに（政府案通り）特殊法人化すればさらにうやむやになる」と反論した。また、職員の給与は税金から支払われる「みなし公務員」であると批判した。
また、公務員労働組合（全日本自治団体労働組合、日本教職員組合、日本国家公務員労働組合連合会など）は、公務員改革法案に対しては、能力・実績主義を押し付ける内容だとして反対を表明していた。
自民党の中川秀直は、「社保庁改革案があったため、解体されて非公務員化されれば、いずれ隠していた年金記録問題が明るみに出てしまうので、それならばということで、改革案潰し（自民党潰し）のために社保庁が『自爆テロ』として年金記録問題の情報をリークしたのではないか」と語った。
2008年（平成20年）7月29日、閣議決定された日本年金機構の業務運営に関する基本計画の中で、国民の公的年金業務に対する信頼回復の観点から、社会保険庁からの採用は、懲戒処分を受けた者（ヤミ専従、年金記録のぞき見、年金横領、年金改ざんを行った職員等）は採用しないとされた。ただし、機構に採用されない職員については、退職勧奨、厚生労働省への配置転換、官民人材交流センターの活用など、分限免職回避に向けてできる限りの努力を行うとした。
全日本自治団体労働組合の岡部謙治委員長は、民主党の仙谷由人衆議院議員同席で問題のあった社保庁職員の分限免職回避・雇用の確保を前政権の舛添厚生労働大臣に要請していたが、結果的に2009年（平成21年）12月28日、長妻昭厚生労働大臣は、懲戒処分を受けていた251人の職員を含めた525人を分限免職とする方針を決定し公表した。また、当時の社会保険庁長官渡邉芳樹も、1996年の厚生省汚職事件に関して減給の懲戒処分を受けていたため、機構の副理事長として採用されず、他のポストへの異動も認められなかったことから、12月31日付で退官した。

### 自治労国費協議会と社会保険庁との「覚書」「確認事項」について
「自治労国費評議会（現・全国社会保険職員労働組合）」は年金記録検証委員会の報告書で指摘されたように、オンライン化に反対し、その導入にあたっては社会保険庁と、「コンピューター入力の文字数は一日平均5000字まで」「端末の連続操作時間は45分以内」「45分働いたら15分休憩」「ノルマを課してはならない」などの内容を含む「覚書」「確認事項」をいくつも結んでいた事実が明らかになった。
これらについて、産経新聞は2007年（平成19年）6月16日付の紙面で、下記のように労組を批判する記事を掲載した。
- 社会保険庁は数十人の幹部と1万数千人の職員で構成されており、数年で本省に転出する幹部と違い、社保庁に勤務し続ける一般職員をまとめる役割を果たしていた労組の職場での影響力は大きかった。
- 労使のなれ合いと職員の怠慢が年金記録問題の根本原因である。

また、読売新聞は、2007年（平成19年）6月16日付の紙面で、上記の「覚書」等を指摘した上で、「実際に国民から『社会保険事務所が混雑しても、職員は平然と休憩している』『職員向けマッサージチェアの購入など年金保険料が流用された』といった批判が出ているのも事実だ。」と批判した。
年金記録問題が大きな政治的争点に浮上したことにより与党は、これらの「覚書」「確認事項」を取り上げ、混乱を招いた責任は、職員の怠慢を引き起こした労組にあるとする主張を展開した。また一部メディアや言論人らも、同様の批判を行った。
これら批判に対して自治労本部と全国社保労組は、2007年（平成19年）6月11日付で「『年金記録問題』に対する基本的考え方」を発表し、これらの批判に対して以下のように反論した。
位置付け
全国社会保険職員労働組合（旧自治労国費評議会）と社会保険庁当局との間で交わされた「覚書」「確認事項」とは、法的拘束力を持たない、いわゆる「紳士協定」的な位置づけであり、そのほとんどが新たな業務を開始するにあたって、現場が混乱しないよう、ひいては行政サービスに支障をきたさないよう、労使間で整理してきたものである。
破棄に至る経緯
2004年（平成16年）の年金国会後の社会保険庁改革がスタートした際、この「確認事項」等について改革の妨げになるのではないかとの懸念がなされたこと、その内容についても、既に相当な時間を経過していることもあり、その後の業務取扱いの変更などにより必要がなくなっているものも多くあったことなどから、2005年（平成17年）1月までにこれらの「覚書」、「確認事項」はすべて破棄している。
覚書の内容
端末操作時間やキータッチ数の規定(「窓口でのパソコン作業では、キーボードを45分操作したら15分休憩」「キーボードへのタッチは1日当たり平均5000以内」)など「内容が非常識である」と指摘されている「覚書」については、1979年（昭和54年）に社会保険業務を全国でオンライン化するにあたって交わされたものである。当時はキーボードを扱うオンラインシステムなどがまだ一般社会に普及しておらず、頸肩腕障害の社会問題化などのコンピュータによる健康面への影響が懸念された時代に、労使間で整理された「機器操作にあたる職員の健康管理にかかるルール」であり、連続作業時間ごとに「操作しない時間」を設けることなどは、現在の厚生労働省ガイドライン(VDT作業における労働衛生管理のためのガイドライン)にも盛り込まれている。
年金記録問題との関連
今回の「年金記録問題」については、多くの現場職員を組織する労働組合としても「利用者の立場に立った対応に不十分さがあったこと」「チェック機能が不十分であったこと」などを真摯に反省し、国民の不安解消にむけて精一杯努力しなければなりませんが、一部で指摘されているように、様々な問題が「労働組合のせい」で生じたかのように断罪されることは事実誤認である。

## 外国での年金記録問題
日本で起きた年金記録問題は外国でも発生している。アメリカでは年金財源を集める内国歳入庁と、年金を給付する社会保障庁との間に、米企業従業員の給与記録の不一致が10兆円以上に上ることが明らかになった。両者の記録の整合性をあわせるのに8年間要した。